# FK Kjevo
FK Kjevo (ital. Associazione Calcio ChievoVerona SrL) je  fudbalski klub iz Verone, Italija. Klub je osnovan 1929. godine u Kjevu, malom naselju u predgrađu Verone sa oko 4.500 stanovnika. Kjevo je svoje mečeve do 2021. godine igrao na stadionu Mark Antonio Bentegodi, koji ima kapacitet od 38.402 mesta.

## Istorija

### Poreklo kluba (1929-1945)
Klub je osnovan 6. septembra 1929. godine. Aktivnost kluba u prvim godinama je sporadična, uglavnom učestvuju na turnirima ili igraju prijateljske utakmice. Prvu zvaničnu utakmicu Kjevo je odigrao protiv Domeljare 8. novembra 1931. godine, koju je pobedio 1:0, ali je pobeda dodeljena protivniku nakon žalbe. Iz tog ranog perioda kluba ostao je zapamćen Umberto Busani, koji je igrao za klub dve godine. 1936. godine, klub je zbog finansijskih problema ugašen.

### Oporavak nakon rata (1945-1951)
Klub je ponovo pokrenut 1948. i učestvovao je u prvenstvu Druge divizije, zahvaljujući naporima predsednika kluba Alesandra Rekije i trenera Marija Bracolija. Nakon osvojenog trećeg mesta u prvoj sezoni i napretka u drugoj pod vođstvom novog trenera Umberta Rogninija, klub je u sezoni 1950/51., predvođen Lelijom Kavalerijem zauzeo prvo mesto i ostvario plasman u venecijsku Prvu diviziju.

### Prvenstvo Venecije (1951-1960)
Prva sezona u višem rangu bila je katastrofalna. Ekipa je u 30 kola osvojila samo 14 bodova, čime je zauzela poslednje mesto, ali bez posledica, pošto te sezone nije bilo ispadanja. Jedina pozitivna stvar iz sezone 1951/52 je debi Bruna Vantinija, napadača koji je završio karijeru 1971. i koji je za to vreme postigao rekordnih 159 golova za Kjevo. Predsednik kluba od 1953. do 1955. bio je Lodoviko Jorio. Sledeća sezona je ponovo bila teška i Kjevo je na kraju obezbedio opstanak, dok su se u trećoj sezoni u prvoj diviziji plasirali u sredinu tabele. 1957. klub je počeo da igra utakmice na novom stadionu Karlantonio Botađisio. 1959. zbog restrukturiranja takmičenja klub je ponovo smešten u Drugu kategoriju, ali je iste sezone, sada pod imenom Kardi Kjevo iz sponzorskih razloga, izborio povratak u Prvu kategoriju, pobedom u baražu nad San Martinom (1:1 i 2:0).

### Početak Kampedelijeve ere (1960-1970)
Pod predsednikom Arturom Spadom, klub je bio u Prvoj kategoriji sve do 1963. kada je ispao u Drugu kategoriju. 1964. predsednik kluba je postao, doduše ne zadugo, Luiđi Kampedeli, koji se ispostavio kao ključna figura za uspehe kluba u budućnosti. Na kraju sezone 1964/65. klub je izborio povratak u Prvu kategoriju, a predsedništvo kluba preuzeo je Umberto Botačini. Na kraju sezone 1966/67. Kjevo je ponovo ispao u Drugu kategoriju, a povratak u Prvu kategoriju, iako izboren na terenu, nije se desio sledeće sezone, zbog finansijskih problema. U sezoni 1968/69. Kjevo se vratio u Prvu kategoriju.

### Novi horizonti (1970-1980)
Na čelo kluba 1969. godine vratio se Jorio koji je tu poziciju držao do 1975, kada ga je kratko zamenio Đuzepe Montresor, a nakon godinu dana predsednik je postao Đuzepe Kampendeli. Nakon sezone u Prvoj kategoriji, klub je od sezone 1970/71 igrao u Promociji, odakle se posle 4 sezone, u sezoni 1974/75 izborio za nastup u Seriji D, gde je igrao do kraja decenije. Ovu deceniju obeležio je Nikola Ćićolo, koji je u klubu proveo od 1973. do 1978. kao igrač i kao trener.

### Profesionalni fudbal (1980-1990)
Na početku dekade, predsedništvo kluba od Kampendelija preuzeo je Franko Botačini. Sezona 1980/81 bila je poslednja za klub u Seriji D, nakon reorganizacije, klub je smešten u novo Interregionalno prvenstvo. Fernando Rigeti postaje novi predsednik, na kraju čijeg petogodišnjeg mandata klub je u sezoni 1985/86. igrao baraž za plasman u Seriju C2. Basano je bio bolji posle penala, ali je naknadno kažnjen zbog nepravilnosti u toku sezone i Kjevo je izborio promociju u Seriju C2. Od sezone 1986/87 i promocije u Seriju C2 Kjevo je počeo da igra na stadionu Mark Antonio Bentegodi, na kom je do tad samo Verona bila domaćin. na Pod novim predsednikom Brunom Garoncijem, klub je u sledeće dve sezone bio 4. u Seriji C2, da bi u sezoni 1988/89. osvojio seriju C2, tri kola pre kraja i time se plasirao u Seriju C1.

### Iz Serije C u Seriju B (1990-2000)
Nakon šestog mesta u prvoj sezoni u Seriji C1, Garonci napušta klub, a novi predsednik ponovo postaje Luiđi Kampendeli. U sezoni 1990/91 klub se borio sa opstanak, dok je sledeće dve borio za mesto koje vodi u viši rang. 1992. Luiđi Kampendeli je iznenada umro, a umesto njega, novi predsednik postao je njegov najstariji sin Luka. Jedan od prvih poteza novog predsednika je bilo postavljanje bivšeg igrača Đovanija Sartorija za sportskog direktora kluba, što se pokazalo kao veoma značajno u godinama uspeha koje su došle. U sezoni 1993/94 predvođen trenerom Malezanijem, Kjevo je osvojio prvo mesto u Seriji C1 i time se prvi put u istoriji kvalifikovao za Seriju B. 10. decembra 1994. odigran je i prvi derbi sa Veronom, koji je završen 1:1. Malezani je u sledeće tri sezone osvojio 13., 14. i 7. mesto, pre nego što je iznenada napustio klub na kraju sezone 1996/97, a zamenio ga je Silvio Baldini. Nakon jedne sezone Baldinija je zamenio Domeniko Kaso, koji je dobio otkaz posle 14 kola sezone 1998/99. Njega je zamenio Lorenco Balestro, a uskoro mu je pridodat i Lučano Mijani, pa je tako oformljen duet koji je vodio klub u Seriji B do kraja tekuće i u sledećoj sezoni 1999/00. Na kraju sezone u Ređinu su prešli Masimo Maracina, najbolji strelac kluba sa 16 golova i Andrea Zanketa, preko ugovora o suvlasništvu.

### Plasman u evropska takmičenja (2001-2007)
Kao pojačanje doveden je iz Đenove Kristijan Manfredini, a iz Bolonje pozajmljen je brazilac Eriberto.  Predvođen novim trenerom Delnerijem Kjevo se u sezoni 2000/01 izborio za istorijski prvi plasman u Seriju A. Na kraju sezone u klub su vraćeni Maracina i Zanketa, dovedeni su Lupateli iz Rome i Perota iz Barija, a Eriberto je otkupljen od Bolonje.
Fantastičnu debitantsku sezonu 2001/02 obeležilo je nekoliko momenata poput niza odličnih rezultata protiv velikana italijanskog fudbala, prvi derbi sa Helas Veronom u Seriji A 18. novembra 2001. godine i pogibija napadača Majelea. Na kraju sezone Kjevo, sa odličnim sastavom, uglavnom u napadački orjentisanoj formaciji 4-4-2, koji su između ostalih činili Koradi, Maracina, Eriberto, Manfredini, Perota, Lupateli i kapiten Korini, osvojio je 5. mesto na kraju sezone, sa samo bodom manje od četvrtoplasiranog Milana, čime se kvalifikovao za Kup UEFA sledeće sezone. Na kraju sezone Koradi je prodat Laciju, kao pojačanje u napadu doveden je iskusni Oliver Birhof, a sa pozajmice vratio se Stefano Pelisijer.
Prve utakmice na evropskoj sceni Kjevo je odigrao protiv Crvene Zvezde. Nakon 0:0 u prvoj utakmici u Beogradu, Kjevo je poražen sa 2:0 u revanšu, čime je završio takmičenje u prvom kolu Kupa UEFA. Nakon nešto slabijeg starta, Kjevo je do kraja sezone uhvatio ritam, ali ipak osvajanjem 7. mesta u sezoni 2002/03, nisu uspeli da se ponovo kvalifikuju za Kup UEFA.
Sezona 2003/04 bila je lošija od prethodne. Klub je osvojio 9. mesto, a na kraju sezone Luiđi Delneri je napustio klub. Takođe, u transferu vrednom 7.2 miliona evra, Perota je prešao u Romu.
Mario Bereta, koji je zamenio Delnerija, imao je solidan početak, jer je prvi poraz Kjevo doživeo u 8. kolu, međutim u nastavku sezone klub je odlično igrao kući i očajno u gostima što je uzrokovalo borbu za opstanak i promenu na klupi. Mauricio DiAnđelo je zamenio Beretu, a klub je pobedama nad Sijenom i Bolonjom i remijem u zadnjem kolu sa Romom obezbedio 15. mesto i opstanak u ligi.
U sezoni 2005/06 predvođeni novim trenerom Đuzepeom Pilonom, Kjevo je igrao fantastično i na kraju sezone osvojio je 7. mesto i plasman u Kup UEFA. Ipak, nakon raspleta i kazni uzrokovanih aferom kalčopoli, Kjevo je sezonu završio na 4. mestu, čime je stekao pravo učešća u kvalifikacijama za Ligu Šampiona.
U sezoni 2006/07 Kjevo je počeo od trećeg kola kvalifikacija za Ligu Šampiona, gde ih je izbacio Levski iz Sofije (poraz 0:2 u prvoj utakmici i 2:2 u revanšu, sa dva gola Amaurija), a u prvom kolu kvalifikacija za Kup UEFA, bolja je bila portugalska Braga (poraz od 2:0 u prvoj utakmici i pobeda od 2:1 u revanšu, nakon što je Braga u produžetku postigla gol za prolaz dalje). Zbog loših rezultata kluba Pilon je smenjen nakon 6. kola, a kao zamena vraćen je Delneri, koji se borio za opstanak. U kupu Kjevo je stigao do četvrtfinala, gde ih je izbacila Sampdorija. O opstanku u zadnjem kolu odlučivala je utakmica sa Katanijom, koja se takođe borila za opstanak, na neutralnom terenu u Bolonji. Pobedom od 2:0 Katanija je sačuvala prvoligaški status i poslala je Kjevo na 17. mesto, koji je ispao u niži rang. U sezoni Kjevo je prošao neverovatan put, gde su od kvalifikacija za Ligu Šampiona, za devet meseci došli do ispadanja u Seriju B.

### Povratak u Seriju A (2007-19)
Kjevo je u sezoni 2007/08 predvodio Đuzepe Jakini, koji je uspeo da osvoji prvo mesto u Seriji B i tako klub vrati u Seriju A. U prelaznom roku klub je pojačao odbranu dovođenjem iskusnog reprezentativca Maria Jepesa iz Pariz Sen Žermena.
Sezona posle povratka u Seriju A nije počela sjajno. Nakon samo 6 osvojenih poena u prvih 10 kola, došlo je do promene na klupi, a Jakinija je zamenio Domeniko Di Karlo. Promena u rezultatima je došla nakon zimske pauze, zahvaljujući čemu je Kjevo kolo pre kraja pobedom nad Bolonjom osigurao opstanak. Na kraju sezone Kjevo je završio kao 16. na tabeli.
Di Karlo je predvodio klub i u sezoni 2009/10, koju je klub završio na 14. mestu. Na kraju sezone Di Karlo je preuzeo Sampdoriju, a zamenio ga je Stefano Pioli. U prelaznom roku klub se pojačao dovođenjem Sirila Tereoa iz Šarlroe, a Jepes, kome je istekao ugovor, je prešao u Milan.
Iako je u jednom momentu sezone 2010/11 Kjevo bio vodeća ekipa Serije, na kraju se ipak borio za opstanak, što je i ostvario remijem sa Juventusom (2:2) u 36. kolu. Na kraju sezone Kjevo je pozajmio od Milana perspektivnog napadača Alberta Peloskija, iz Mehengaldbaha doveden je američki reprezentativac Majkl Bredli, a iz Breše je preko ugovora o suvlasništvu doveden Perparim Hetemaj.
U sezoni 2011/12, na klupu se vratio Di Karlo. Od većih rezultata tu su pobede kući nad Napolijem i Fjorentinom (obe sa po 1:0) i nerešen rezultat protiv Juventusa u gostima (1:1). U Kupu Italije Kjevo je stigao do četvrtfinala, a prvenstvo je završio na 10. mestu. U januaru je od Đenove pozajmljen Daineli, koji je na kraju pozajmice raskinuo ugovor sa Đenovom i prešao u Kjevo. Kjevo je sa Milanom dogovorio još jednu godinu pozajmice Paloskija, koji je postigao 5 golova za klub u prvoj sezoni, klub je napusti Bredli, koji je prodat Romi, dok je otkupljen Brešin udeo u ugovoru sa Hetemajem.
Pet poraza u prvih šest kola sezone 2012/13, koštao je Di Karla posla, a zamenio ga je Euđenio Korini, koji je imao odličan start na klupi Kjeva, pošto je na prvoj utakmici ostvario gostujuću pobedu u derbiju Verone (1:0). U kupu Kjevo je ispao u četvrtom kolu, kada ih je porazila Ređina sa 1:0. U januaru 2013. Kjevo je kupio polovinu prava na Paloskija. Klub se do kraja sezone borio za opstanak, što se na kraju i desilo, zauzimanjem 12. mesta. Na kraju sezone Korini je napustio klub, pošto nije uspeo da se dogovori sa klubom oko nastavka saradnje, a klub je zbog isteka ugovora, nakon nepunih 13 godina, napustio Luciano.
Sezona 2013/14 je počela lošije nego prethodna. Predvođen novim trenerom Đuzepeom Saninom, Kjevo je u prvih 10 kola osvojio samo 4 boda. Klub je pribegao rešenju od prethodne sezone i doveo je ponovo Korinija. U kupu Kjevo je stigao do osmine finala, gde ih je porazila Fjorentina (2:0). Na kraju Kjevo je osvojio 15. mesto i produžio je boravak u Seriji A. Na kraju sezone klub se pojačao dovođenjem iskusnog Mariana Izka iz Katanije, a pozajmljeni su mladi defanzivac Intera Kristijano Biragi, i srednjak iz Milana Valter Birsa. Paloski, strelac 13 golova za klub u tek završenoj sezoni, postao je samo igrač Kjeva, pošto je otkupljen udeo Milana u njegovom ugovoru, dok je Tereo, nakon četiri godine u klubu, prodat Udinezeu. Nakon 22 godine, jedan od autora uspona Kjeva, sportski direktor Sartori, je napustio klub.
Zahvaljujući pozitvnim iskustvima iz prethodne dve sezone, Korini je dobio priliku da počne sezonu 2014/15 na klupi Kjeva. Ipak, početak ove sezone je izgledao kao kopija prethodne, jer je klub osvojio samo 4 poena u prvih 7 kola, što je dovelo do promene na klupi, gde je Korinija zamenio Rolando Maran. Promena je dala rezultate i 5 kola pre kraja Kjevo je obezbedio opstanak, a na kraju sezone plasirao se na 14. mesto. Maran je na kraju sezone potpisao novi trogodišnji ugovor.
Sezona 2015/16 bila je mirnija od prethodnih. Sa osvojenih 50 bodova Kjevo se plasirao u sredinu tabele na 9. mesto, a od većih rezultata zapamćene su pobeda na Lacijem kući od 4:0, kao i remiji sa Romom kući (3:3) i Juventusom u gostima. Kjevo se pojačao dovođenjem dovođenjem mladog defanzivca Matije Banija iz Pro Verčelija, sa opcijom da ostane još jednu godinu na pozajmici. U januaru 2016. godine Paloski je prodat Svonziju.
Sezona 2016/17 je počela odlično pobedom nad Interom. Kraj sezone klub je dočekao na 14. mestu, sa obezbeđenim opstankom nekoliko nedelja pre kraja sezone.
Sezona 2017/18 bila je sezona serija uspona i padova. 3 kola pre kraja, Maran je dobio otkaz, a Kjevo je na preostalim utakmicama sa Krotoneom, Bolonjom i Benventom trebao da vodi njegova zamena Lorenco D'Ana. Pobedom na Krotoneom od 2:1, preokretom protiv Bolonje (takođe pobeda od 2:1) i na kraju pobedom kući nad Beneventom od 1:0, klub je u zadnjem kolu obezbedio opstanak u Seriji A. Na kraju sezone za klub je potpisao Filip Đorđević, kome je istekao ugovor sa Lacijom, dok je Daineli prešao u Livorno.
Sledeću sezonu klub je počeo sa minusom od 3 boda, koji su oduzeti kao kazna zbog lažiranja računovodstvenih podataka. Loš start kluba doveo je do prve promene na klupi u sezoni, kada je D'Anu zamenio bivši selektor Italije Đan Pjero Ventura. Nakon 4 utakmice, na kojima je samo protiv Bolonje osvojio bod, Ventura daje otkaz, u pomoć je pozvano poznato lice u vidu Domenika Di Karla. Ipak ni promena trenera nije pomogla u ostatku sezone, koji se pretvorio u laganu agoniju ka neizbežnom ispadanju. Na kraju sezone penzionisao se legendarni napadač i kapiten Pelisijer, koga je klub kupio još 2000. godine, ali je zaigrao tek 2002. godine, a za klub je odigrao 517 utakmica i postigao je 139 golova. Klub su napustili Bani, koji je prodat Bolonji i Jarošinjski, koga je kupila Đenova, a Hetemaj je prešao u Benevento.

### Rekonstrukcija (2019-danas)
Sezonu u nižem rangu Kjevo je počeo sa novim trenerom Mikeleom Markolinom. Nakon serije promenjivih rezultata, kao zamena doveden je Alfredo Aljeti. U sezoni koja je prekidana zbog pandemije, Kjevo se plasirao u baraž za Seriju A. Nakon stresnog prolaza u prvom kolu nad Empolijem (1:1 nakon produžetaka, prolaz zbog boljeg plasmana u ligaškom delu, sa čak tri promašena penala u regularnom delu utakmice), u polufinalu bolja je bila Specija (pobeda 2:0, poraz 3:1 i prolaz Specije zbog pravila o boljem plasmanu u ligaškom delu prvenstva).
U Kupu Italije Kjevo je ispao u drugom kolu, porazom na penale od Katancara.

## Kjevo u evropskim takmičenjima
| Sezona  | Takmičenje    | Kolo        | Drž.                          | Klub          | Rezultat | UEFA koef. |
| ------- | ------------- | ----------- | ----------------------------- | ------------- | -------- | ---------- |
| 2002/03 | UEFA kup      | 1. kolo     | Савезна Република Југославија | Crvena zvezda | 0-0, 0-2 | 1.0        |
| 2006/07 | Liga šampiona | 3. kolo kv. | Бугарска                      | Levski Sofija | 0-2, 2-2 | 2.5        |
| 2006/07 | UEFA kup      | 1. kolo     | Португалија                   | Braga         | 0-2, 2-1 | 2.5        |

Ukupni UEFA koeficijent: 3.5

## Derbi Verone
Utakmica Kjeva protiv gradskog rivala Helas Verone naziva se "Derbi Verone", "Derbi Skala" (итал. Derby della Scala), po italijanskoj plemićkoj porodici koja je vladala Veronom u srednjem veku ili "Arena Derbi", kao referenca na rimski amfiteatar, simbol grada. Zbog činjenice da je Kjevo većinu svoje istorije proveo po nižim ligama, za razliku od Helas Verone, prvi derbi između ova dva kluba odigran je tek 10. decembra 1994. u Seriji B i završen je sa 1:1. Kako je Kjevo na kraju sezone 2000/01. izborio plasman u Seriju A, ispunili su se svi preduslovi da Verona postane peti grad u Italiji koji u Seriji A ima derbi (posle Milana, Torina, Rima i Đenove). 19. novembra 2001. odigran je prvi derbi u Seriji A, koji je Kjevo, nakon vođstva od 2:0, izgubio sa 3:2. U drugom derbiju sezone 24. marta 2002. godine, Kjevo je kao domaćin dobio sa 2:1. Treći derbi Verone u Seriji A odigran je tek 11 godina kasnije, kada se Verona vratila u najviši rang. Čak i kada je Kjevo u sezoni 2007/08 igrao u Seriji B, nije bilo derbija pošto je Verona igrala u Seriji C1.

## Zanimljivosti
Istorija Kjeva je neraskidivo povezana sa kompanijom Paluani iz Verone, koja proizvodi panetone i čiji vlasnici, porodica Kampedeli, od 1964. godine učestvuje u radu kluba. Osamdesetih se klub čak i zvao "Paluani Verona".
U vreme nekog od prvih derbija tokom devedesetih u Seriji B, navijači Verone, kluba koji je stariji i uspešniji, su "prozivali" navijače Kjeva "da će Kjevo igrati protiv Verone u Seriji A, kada magarci budu leteli". U inat tome, navijači Kjeva su se počeli nazivati "Leteći magarci" (итал. Mussi Volanti), kada su u sezoni 2001/02 imali derbi u Seriji A.

## Uspesi
- Serija B :
  - Prvak (1) : 2007/08.

## Spoljašnje veze
- Zvaničan sajt kluba Архивирано на веб-сајту  (23. фебруар 2011)